# Aeroportul Yanji Chaoyangchuan
Aeroportul Yanji Chaoyangchuan (IATA: YNJ, ICAO: ZYYJ) este un aeroport din Yanji⁠(d), Yanbian Korean Autonomous Prefecture⁠(d), Jilin, Republica Populară Chineză ce deservește zona Yanji⁠(d). Aeroportul a fost tranzitat în 2022 de 315.867 de pasageri. A fost numit după zona deservită.
Situat la o altitudine de 190 m, aeroportul dispune de o singură pistă.